# Phare de Punta de Arenal
Le phare de Punta de Arenal (en anglais : Punta Arenal Lighthouse) ou phare de Icacos Point est un phare actif situé sur Icacos Point (ceb), l'extrémité sud-ouest de la région de Siparia (île de Trinité), à Trinité-et-Tobago, en mer des Caraïbes.

## Histoire
La première station de signalisation maritime a été mise en service en 1870. C'était une lumière montée sur un mât de 12 m.
Le phare actuel est situé à la pointe de la péninsule de Cedros, à l'extrême pointe sud-ouest. Ce phare guide les navires à travers le Columbus Channel (en).

## Description
Ce phare est une tour métallique à claire-voie, avec une galerie et une lanterne de 18 m de haut. La tour est peinte en blanc. Il émet, à une hauteur focale de 22 m, un éclat blanc par période de 7,5 s. Sa portée est de 16 milles nautiques (environ 30 km).
Identifiant : Amirauté : J5912 - NGA : 110-16116 .

### Lien connexe
- Liste des phares de Trinité-et-Tobago